# دا فينشي ريزولف
دا فينشي ريزولف (بالإنجليزية: DaVinci Resolve)‏ (يعرف بالأصل بـ: da Vinci Resolve) هو برنامج تصحيح ألوان وتحرير فيديوهات غير خطي، يعمل على أجهزة ويندوز، وماك أو إس، لينكس. طوِّر بالأصل من قبل «دا فينشي سيستمز» (بالإنجليزية: da Vinci Systems)‏، وحالياً يطور من قبل «بلاك ماجيك ديزاين» (بالإنجليزية: Blackmagic Design)‏ وذلك بعد الاستحواذ عام 2009.

## وصلات خارجية
- الموقع الرسمي